# Rebelión de los coroneles Gutiérrez

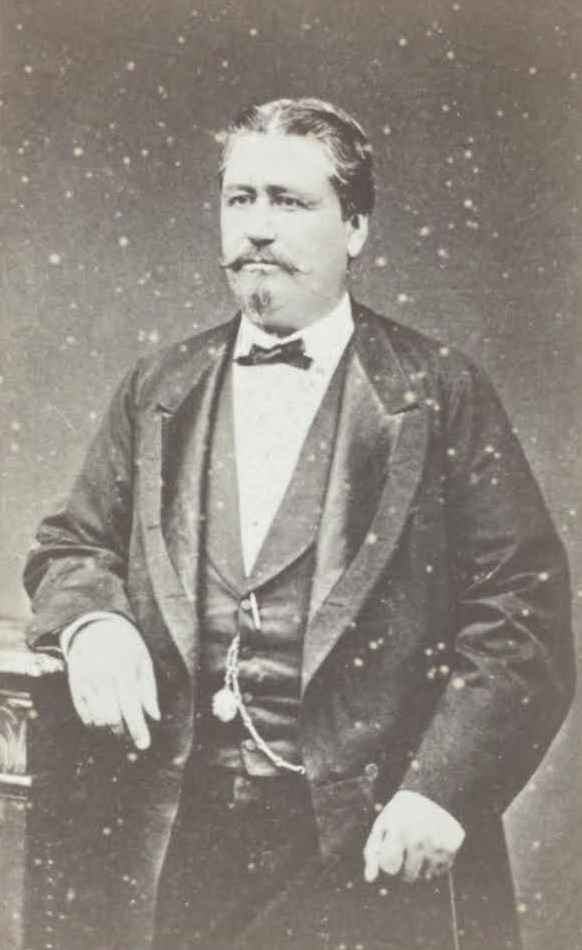
El coronel Tomás Gutiérrez.

La rebelión de los hermanos Gutiérrez fue un golpe de Estado ocurrido en Lima, Perú, el 22 de julio de 1872, contra el gobierno de José Balta. Fue realizado por cuatro hermanos, coroneles todos, encabezados por el mayor de ellos, Tomás Gutiérrez, entonces ministro de Guerra y Marina. El suceso que originó esta rebelión fue el triunfo, en las recientes elecciones generales, del candidato civil Manuel Pardo y Lavalle. Temerosos de que bajo un gobierno civil perdiesen los militares sus privilegios, y según parece instigados por prominentes políticos, los Gutiérrez dieron un golpe de Estado: Silvestre Gutiérrez apresó al presidente Balta, mientras que Tomás se autoproclamó Jefe Supremo de la República en la Plaza de Armas. El motín derivó en el asesinato del presidente Balta y en la rebelión popular en contra del gobierno de facto, que acabó de la manera más ignominiosa, con la muerte de tres de los hermanos Gutiérrez en las calles, entre ellos Tomás, el día 26 de julio de 1872, el nivel de horrendas solo puede ser comparado con la Hoguera Bárbara ocurrida en Ecuador años después. 

## Los hermanos Gutiérrez
Los cuatro hermanos Gutiérrez: Tomás, Silvestre, Marceliano y Marcelino, eran naturales del valle de Majes, en el departamento de Arequipa. Al momento de protagonizar el golpe de Estado contra Balta, eran todos coroneles y tenían cada uno mando de tropas en Lima, a excepción de Tomás, que era ministro de Guerra y Marina. Silvestre comandaba el Batallón de Infantería Pichincha N.º 2; Marceliano el Batallón de Infantería Zepita N.º 3; y Marcelino el Batallón de Infantería Ayacucho N.º 4.
El historiador Jorge Basadre describe así a cada uno de los hermanos Gutiérrez:

Tomás era corpulento y tenía fama de brusco, impetuoso, altivo, ignorante y resuelto; Marceliano distinguíase por ser todavía más atleta, más brusco y más ignorante, con un defecto en el ojo derecho, por el cual se le llamaba el tuerto, y con una voz poderosísima y una presentación imponente, que atraían al público en los días de maniobras de tropas. Silvestre, más delgado y blanco, de cabello crespo, poseía más inteligencia e ilustración, pero creíasele duro y siniestro. Marcelino, en cambio, se distinguía por un carácter apacible.

## El complot contra Balta
Corrían los últimos días del gobierno constitucional del coronel José Balta y Montero (julio de 1872). Las elecciones realizadas recientemente habían dado como ganador a Manuel Pardo y Lavalle, que estaba a pocos días de convertirse en el primer presidente civil de la historia del Perú. La ascensión de un gobierno civil inquietó a muchos militares, que creyeron perder los privilegios que hasta entonces habían disfrutado en la República. Entre ellos se encontraban los hermanos Gutiérrez.
Poco antes del traspaso de mando, el ministro de Guerra Tomás Gutiérrez y sus tres hermanos propusieron a Balta perpetuarse en el poder por medio de un golpe de Estado, desconociendo las elecciones. Al parecer, en un principio el presidente aceptó el plan, pero luego, por consejo de algunos amigos, como Henry Meiggs, se negó rotundamente a cometer tal ilegalidad. Ante tal situación, Silvestre convenció a Tomás para llevar a cabo el plan golpista, en vista que faltaban pocos días para que se efectuara el cambio de mando. Los Gutiérrez contaban a su favor con un ejército de 7.000 hombres bien armados y con el apoyo de algunos políticos, como Fernando Casós.

## El golpe de Estado
A las dos de la tarde del 22 de julio de 1872, Silvestre entró en el Palacio de Gobierno al frente de dos compañías de su batallón “Pichincha”, con el fin de relevar las guardias. Afuera, en la Plaza de Armas, se hallaban estacionados el resto del batallón “Pichincha”, el batallón “Zepita” al mando de Marceliano, y algunos soldados de artillería al mando de Marcelino. De pronto, Silvestre se dirigió a las habitaciones interiores de Palacio en busca del presidente Balta. Este, que se hallaba junto a su esposa y su hija Daría (cuyo matrimonio debía realizarse aquella misma noche), al principio opuso resistencia, pero viendo que todo era inútil, salió de Palacio por la puerta principal custodiado por Silvestre, que lo llevó preso al cuartel de San Francisco, donde quedó bajo la custodia de Marceliano. La guarnición del Callao, que se hallaba al mando de Pedro Balta, hermano del presidente, fue fácilmente reducida. Los hermanos Gutiérrez declararon destituido al presidente Balta y proclamaron a Tomás Gutiérrez como General del Ejército y Jefe Supremo de la República.
Esa misma tarde, el Congreso, que se hallaba en Juntas preparatorias, convocó una reunión de emergencia en donde se condenó el golpe militar con duras palabras, pero cuando los representantes terminaban por firmar la declaración, la tropa ingresó al recinto y los sacó a culatazos.

### Respuesta de las Fuerzas Armadas
Tomás Gutiérrez solicitó la subordinación de las Fuerzas Armadas y, especialmente, de la Marina de Guerra del Perú, pero esta se mantuvo fiel a la Constitución, suscribiendo un manifiesto a la Nación en el que hizo explícita su decisión de no apoyar al gobierno de facto:

(…) El inaudito abuso de fuerza con que el día de ayer ha sido escandalizada la capital de la república, debía encontrar como en efecto ha sucedido el rechazo más completo de parte de los jefes y oficiales de la Armada que escriben (…)

Firmaron dicho manifiesto marinos notables como Miguel Grau, Aurelio García y García, entre otros. La escuadra se hizo a la mar, con dirección al sur, para alentar la resistencia y luchar contra los golpistas. El presidente electo, Manuel Pardo y Lavalle, fue trasladado por Melitón Carvajal a la fragata Independencia, que lo transportó a Pisco, salvaguardando así su persona.
Mientras que el pueblo limeño también mostró su desacuerdo con el motín militar. Aunque en un inicio los pobladores no intervinieron, con el correr de las horas empezaron a salir a las calles grupos de manifestantes.

## Revuelta del Callao

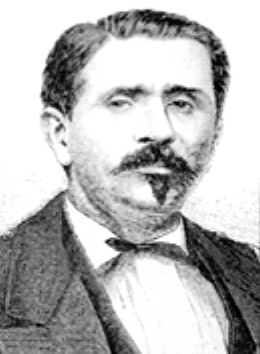
El coronel Silvestre Gutiérrez.

En el Callao estalló también la revuelta contra los Gutiérrez y hacia allí se dirigió Silvestre para imponer el orden, lo que logró, no sin esfuerzo.
En la mañana del 26 de julio Silvestre volvió a Lima en el tren de pasajeros y se dirigió a Palacio para entrevistarse con su hermano y darle cuenta de lo ocurrido en el Callao; después del mediodía se dirigió por el jirón de la Unión a la estación de San Juan de Dios (hoy Plaza San Martín), a fin de tomar el tren de vuelta. Pasó en medio de grupos hostiles haciendo alarde de valor y, llegado a la estación, ocupó su asiento en el vagón. Algunos habían pensado en levantar los rieles, pero resolvieron finalmente atacarle de manera directa. Un grupo de ciudadanos empezó a dar vivas a Pardo y al oírlos Silvestre bajó del coche y se asomó a la puerta que daba a la calle de Quilca y disparó su revólver sobre el grupo, hiriendo a un joven llamado Jaime Pacheco; éste disparó a su vez y logró herir al coronel en el brazo izquierdo. El tiroteo duró por unos minutos hasta que una bala disparada por el capitán Francisco Verdejo hirió de muerte en la cabeza a Silvestre. La muchedumbre se lanzó sobre él y lo despojó de sus vestiduras, dejando abandonado el cadáver, que fue conducido después por un extranjero anónimo a la Iglesia de los Huérfanos.

## Magnicidio de José Balta

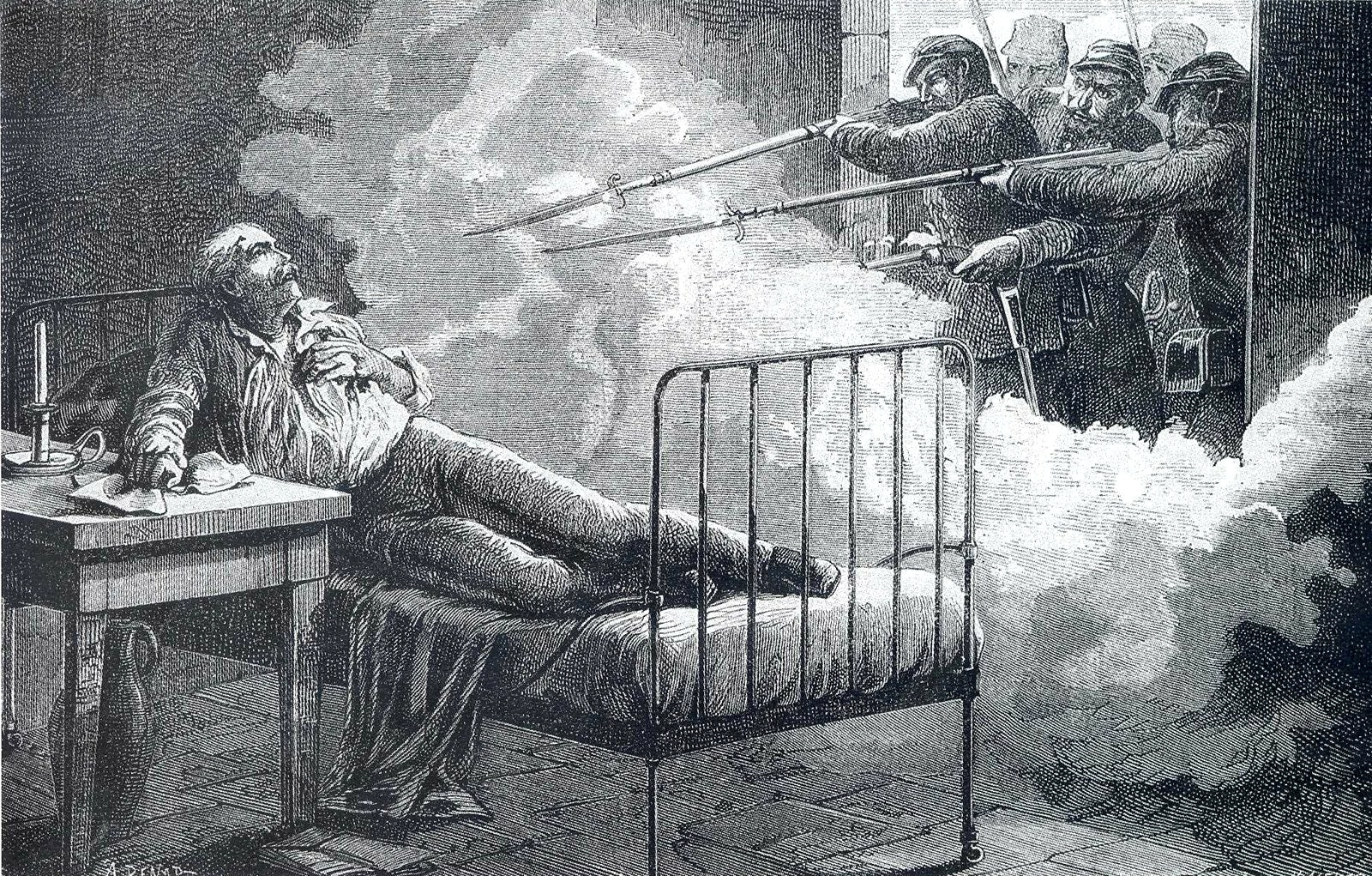
Asesinato de José Balta.

Al enterarse de la muerte de Silvestre, Tomás avisó a su hermano Marceliano, que custodiaba a Balta en el cuartel de San Francisco, por medio de un papel donde escribió: «Marceliano an (sic) muerto a Silvestre. Asegúrate». De inmediato Marceliano formó su batallón y se dirigió a Palacio de Gobierno para reunirse con Tomás. 
Mientras tanto, irrumpieron en la habitación donde se hallaba Balta el mayor Narciso Nájar, el capitán Laureano Espinoza y el teniente Juan Patiño, quienes a viva voz llamaron al prisionero por su nombre. Balta, que se hallaba tranquilamente descansando en su lecho después de haber almorzado, no debió escuchar nada, pues sufría de sordera de un oído, por lo que continuó durmiendo; fue entonces cuando salvajemente le dispararon a bocajarro. La muerte de Balta debió ser instantánea, pues una bala le entró por debajo de la barba y le destrozó el cerebro. En el juicio que posteriormente se siguió a los magnicidas, estos alegaron haber seguido órdenes de Marceliano, quien habría vengado así la muerte de su hermano Silvestre. La noticia de la muerte de Balta corrió rápidamente por toda Lima, causando enorme estupor.

### ¿Ordenó Marceliano el asesinato de Balta?

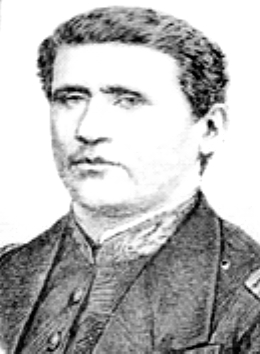
El coronel Marceliano Gutiérrez.

Muchos han asumido como cierta la declaración de los asesinos de Balta, en el sentido de que cumplían órdenes de Marceliano, pero cabe también la posibilidad de que estos mintieran para escudarse en el obedecimiento al superior a fin de que no recayera sobre ellos todo el peso de la justicia. Algunos indicios parecen hacer verosímil esta teoría. Por ejemplo, se dice que Marceliano intercedió ante Tomás para embarcar a Balta en un buque que debió salir del Callao el 24 de julio, con una bolsa de dinero con gasto de viaje, lo que demostraría que la intención de los hermanos era preservar la vida del presidente; por desgracia el barco se retrasó. Aunque cabe también la posibilidad que ante la muerte de Silvestre y fruto de la sobrexcitación del momento, Marceliano cambiara de parecer y ordenara la muerte de Balta. Lo haría como venganza personal pues había corrido el rumor de que entre los asesinos de Silvestre estaba un hijo de Balta. 
En el caso de que los asesinos hubieran actuado por su cuenta, la primera interrogante que salta es el motivo de tan espeluznante crimen. Tal vez el antecedente de uno de los asesinos daría una pista: Nájar era enemigo personal del coronel Balta, pues siendo subordinado suyo en un cuerpo del ejército había sufrido la pena de flagelación.

## La rebelión popular de Lima

### Muerte de Tomás Gutiérrez

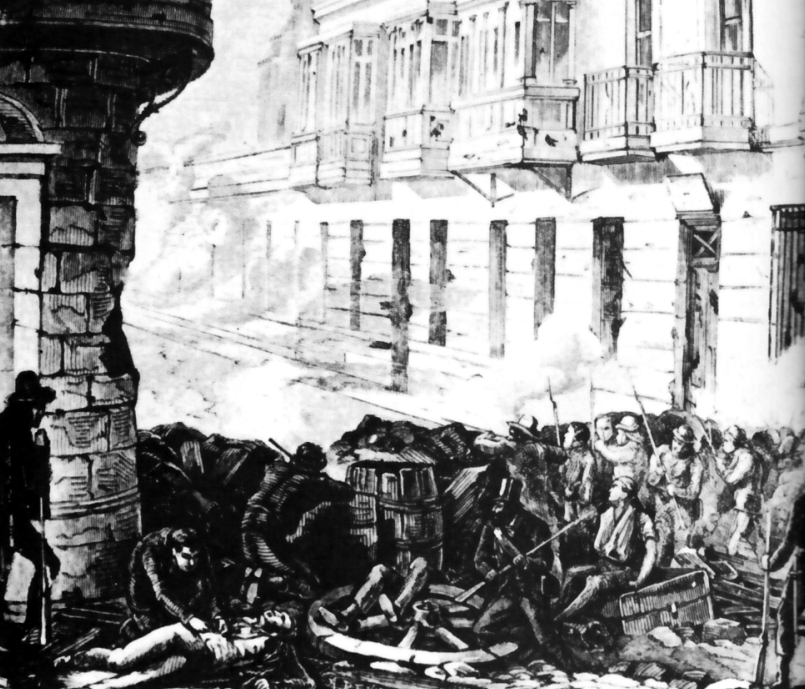
Barricadas en las inmediaciones del cuartel de Santa Catalina. Lima, julio de 1872.

Ante la ebullición popular, Tomás decidió abandonar Palacio de Gobierno y se trasladó al cuartel de Santa Catalina, donde se hallaba su hermano, el coronel Marcelino Gutiérrez. La población sublevada levantó barricadas frente a dicho cuartel, que empezó a sufrir los rigores del sitio, por lo que Tomás se vio obligado a salir con sus tropas, haciendo retroceder con gran esfuerzo a los sitiadores. La hostilidad de la población contra los Gutiérrez aumentó aún más al saberse la muerte de Balta. Las mismas tropas, hasta entonces obedientes a los golpistas, fueron sumándose paulatinamente a la causa popular.
Mientras que Tomás huía por las calles de Lima y Marceliano se dirigía al Callao con su batallón para reprimir al pueblo alzado, Marcelino, el más apacible de los hermanos, se refugió en una casa amiga y logró así salvarse de la furia del pueblo. 
Tomás Gutiérrez, con el rostro cubierto y con sombrero de paisano, iba gritando "Viva Pardo" con el objetivo de pasar desapercibido en las calles de Lima; sin embargo tropezó con un grupo de oficiales y civiles capitaneados por el coronel Domingo Ayarza quien lo reconoció inmediatamente. Fue apresado y a sus captores les comentó que fue azuzado por sus jefes para sublevarse, los cuales luego lo abandonaron; se mostró también sorprendido por la noticia del asesinato del presidente Balta. Avanzaron unas cuadras, mientras eran seguidos por una turba que crecía a los gritos, profiriendo amenazas, y al llegar a la plazuela de La Merced, los militares que lo apresaron no pudieron protegerlo más e ingresaron a Tomás en una botica, cerrando enseguida las puertas.

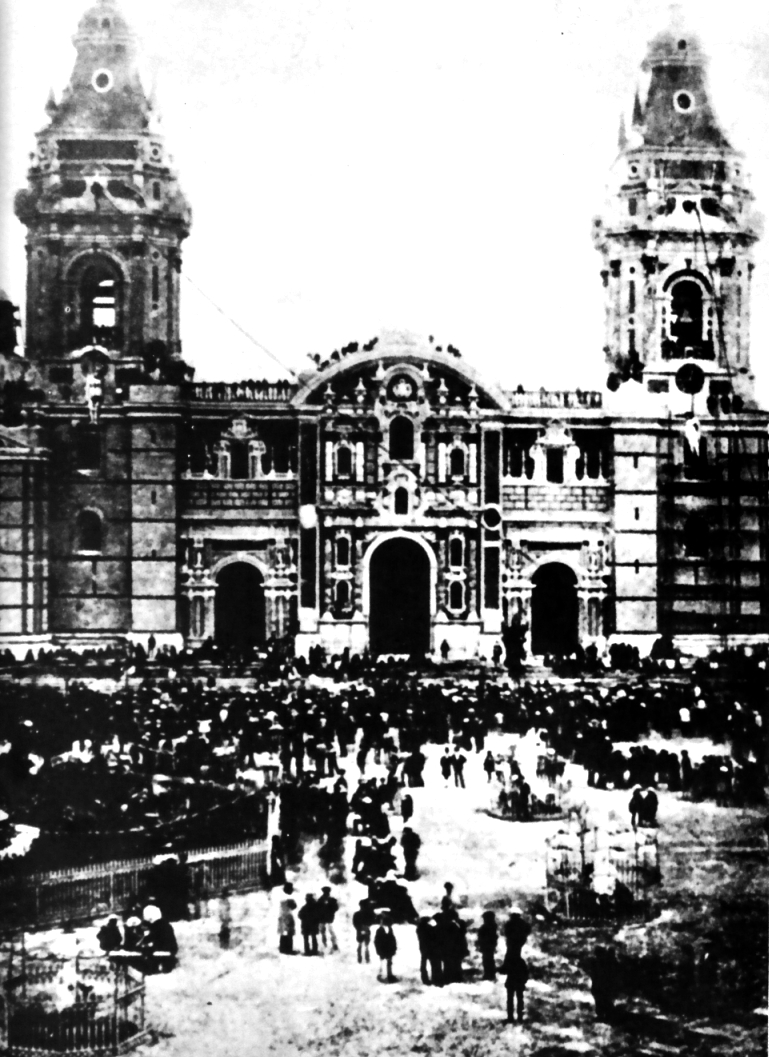
Los cadáveres de Tomás y Silvestre Gutiérrez aparecen colgados en los andamios de las torres de Catedral, que en esos días se hallaba en refacciones. Foto: Vilroy Richardson (según Keith Mcelroy).

La muchedumbre rompió las puertas y buscaron a Tomás, al que encontraron escondido en una tina; allí mismo lo mataron de un disparo, para luego sacarlo a la calle. Allí, el cadáver fue desvestido y abaleado, y alguien le cortó el pecho desnudo con un sable mientras decía, aludiendo a la banda presidencial: 

¿Quieres banda? Toma banda.

El cadáver de Tomás fue arrastrado hacia la plaza de Armas, mientras la multitud furibunda se enseñaba dándole de cuchilladas y balazos. El cuerpo fue colgado de un farol frente al Portal de Escribanos. Simultáneamente, la muchedumbre sacó de la iglesia de los Huérfanos el cadáver de Silvestre y lo arrastró por las calles de Lima hasta llevarlo a la plaza de Armas, donde igualmente fue colgado de un farol. Las casas de ambos hermanos fueron reducidas a escombros.
Al amanecer del día 27 de julio, ambos cuerpos aparecieron colgados de las torres de la Catedral, a una altura de más de 20 metros, desnudos y cubiertos de horrorosas heridas, un espectáculo nunca antes visto en la capital. Horas después fueron rotas las sogas que los sostenían, cayendo los cuerpos al piso, que se estrellaron contra las baldosas. Luego se armó una hoguera en el centro de la plaza con pedazos de madera de las casas de las víctimas y fueron arrojados al fuego los dos cadáveres.

### Muerte de Marceliano Gutiérrez

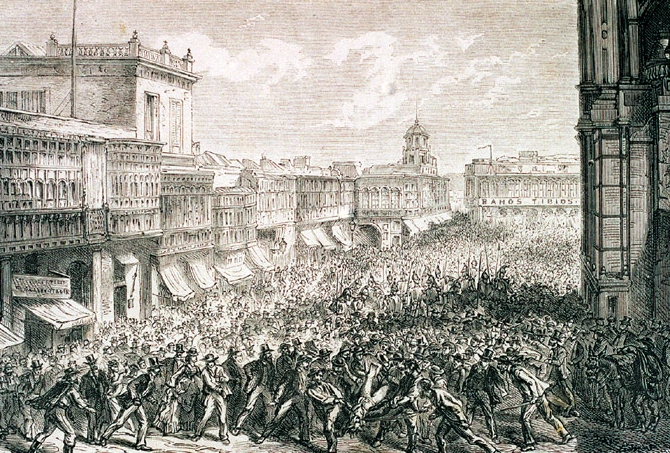
El cadáver de Marceliano Gutiérrez es arrastrado por las calles de Lima hacia la Plaza de Armas.

Mientras tanto, en el Callao, Marceliano adoptó disposiciones para repeler al pueblo, pero cuando se disponía a disparar un cañón de grueso calibre sufrió un disparo en el estómago, que le quitó la vida. Se dice que sus últimas palabras fueron: «Muere otro valiente». Se afirma además que el tiro provino de uno de sus propios soldados. Fue enterrado en el Cementerio Baquíjano, pero al día siguiente un grupo de exaltados provenientes de Lima se llevaron el cadáver arrastrándolo hasta la Plaza de Armas de Lima, donde fue arrojado a la hoguera que ya consumía los cuerpos de Tomás y Silvestre.

## Marcelino, el único sobreviviente

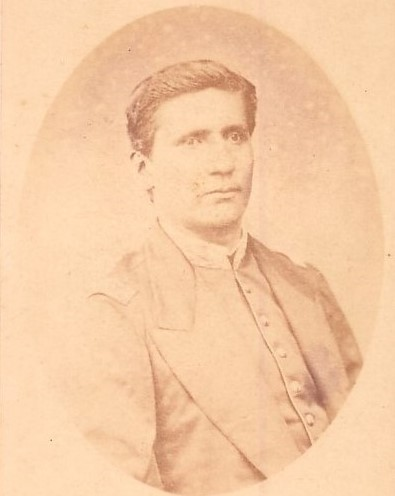
El coronel Marcelino Gutiérrez.

Marcelino, el único hermano sobreviviente, huyó al Callao, pero al cabo de unos días fue detenido, conducido a Lima y sometido a juicio. Mediante una ley de amnistía fue dejado libre ocho meses después. No se le halló responsabilidad en el asesinato del presidente Balta.
Marcelino retornó al valle de Majes a trabajar la tierra. En 1880 el dictador Nicolás de Piérola le ordenó organizar en Arequipa el batallón «Legión Peruana», cuya jefatura asumió hasta el mes de julio de ese año. Eran los días duros de la Guerra del Pacífico. Acabada la contienda, Marcelino se estableció en Arequipa. De marzo a abril de 1884 comandó el batallón de gendarmes de la ciudad. Entre 1894 y 1895 trabajó en la prefectura. Murió de un ataque al corazón en 1904.

## Vuelta a la legalidad
Tras los penosos sucesos ocurridos en Lima, el candidato electo Manuel Pardo retornó, siendo recibido en triunfo en el Callao. Se trasladó a Lima, donde ante una muchedumbre impresionante, pronunció un discurso que comenzaba exactamente con estas palabras:

Habéis realizado una obra terrible; pero una obra de justicia.

Interinamente, se encargó del poder el primer vicepresidente Mariano Herencia-Zevallos, con la misión de culminar el periodo de Balta. Días después, Manuel Pardo juró como presidente de la República, el 2 de agosto de 1872.